# Эришум I
Эришум I — правитель города Ашшура в первой половине XIX века до н. э. Сын и преемник Илушума.

## Биография
Эришум I известен из «Ассирийского царского списка» и многочисленных надписей. Несколько его надписей были найдены даже в Канише на Анатолийском нагорье.
Эришум I продолжал политику отца по укреплению торговли. Именно к его времени, возможно, относятся первые письменные акты архивов торговой колонии (карум) Каниш в Малой Азии. Как полагают именно с этого времени торговля ашшурцев в Канише стала контролироваться правителями, хотя существовать она должна была задолго до того. Именем Эришума клялись ашшурские торговцы в обязательной для них присяге. Эришум I, подобно своему отцу Илушуме, оставил в Ашшуре надпись, дошедшую до нас. Она составлена им «за жизнь мою и за жизнь моего города». В ней сообщается, что в связи с начатыми большими строительными работами в храме бога Ашшура «город мой по моему призыву заседал, я установил освобождение (на) серебро, золото, медь, свинец (?), ячмень, шерсть (и всё) вплоть до поскребков (?), горшков и мякины». Здесь «освобождение» распространяется, таким образом, не на определённые группы купцов, а на весь оборот рынка.
Составитель позднейшего царского списка отмечал, что продолжительность власти отдельных предполагаемых древнейших правителей Ашшура (до Эришума I) ему неизвестна. Сведения о продолжительности правления своих царей позднейшие писцы черпали из списков годичных эпонимов-лимму. Однако в торговой колонии Каниша такие лимму уже существовали (там они были казначеями торговой конторы), и нет причин, объясняющих исчезновение списков лимму, если бы они существовали в Ашшуре до Эришума. Очевидно, правомерно предположить, что сам принцип датировки лет по лимму был заимствован именно Эришумом для нужд города-государства из практики торговой организации.
Эришум I оставил после себя немало надписей, в которых сообщает о своей строительной деятельности. Самым важным событием от времени правления Эришум кажется является строительство храма бога Ашшура (храма дикого быка) в городе Ашшуре (надпись Асархаддона). Он соорудил трон для бога, украшенный ценными камнями, и построил также монументальную лестницу для процессий и ворота в храм. В основание храма он поместил глиняный цилиндр со своей надписью, приказывая в ней, чтобы никто, даже царь, задумавший обновить храм, не смел удалять его. В строительный раствор стен храма добавлялось топлёное масло и мёд. Эришум конфисковал земельные участки в пределах города, чтобы строить или расширять ступенчатую лестницу с воротами («стена стала выше, чем во время моего отца…»). Одна из его надписей передаёт даже имена судей, которые действовали у этих ворот, и проклятия, которые должны были падать на голову того, кто лжёт у этих ворот (вероятно, во время судебного разбирательства).
Также упоминается о строительстве в правление Эришума I двух котлов для варки пива. Они были украшены изображениями голубей.
Правил Эришум 40 лет. Наследовал ему его брат Икунум. Согласно «Синхронистическому царскому списку» из Ашшура, Эришум I был современником вавилонского царя Суму-ла-Эля.